# Nati nel 1846
| Questa pagina contiene informazioni ricavate automaticamente dalle voci biografiche con l'ausilio del template Bio e di un bot. L'aggiornamento è periodico e automatico e ricostruisce completamente la pagina. Se manca una persona in questa lista, sei pregato di non aggiungerla, ma accertati piuttosto che la sua voce biografica contenga il template Bio e che i dati anagrafici siano correttamente compilati. Se il template Bio manca, inseriscilo tu stesso o, in alternativa, metti l'avviso {{tmp\|Bio}} che ne segnala la mancanza. Se i dati riportati sono sbagliati, correggi direttamente la voce biografica; le modifiche saranno visibili in questa lista entro pochi giorni. Per chiarimenti vedi il progetto biografie. La lista contiene solo le 462 persone che sono citate nell'enciclopedia e per le quali è stato implementato correttamente il template Bio. Pagina aggiornata al 18 ago 2025. |

## Gennaio(39)
- 1º gennaio - Domenico Bonamico, ufficiale e ingegnere italiano († 1925)
- 1º gennaio - Giuseppe Bottero, pittore, ingegnere e militare italiano († 1930)
- 1º gennaio - Léon Denis, filosofo e parapsicologo francese († 1927)
- 1º gennaio - Willie Edouin, attore, cantante e regista teatrale inglese († 1908)
- 1º gennaio - Daniele Marignoni, esperantista italiano († 1910)
- 4 gennaio - Enrique B. Moreno, militare, diplomatico e politico argentino († 1923)
- 5 gennaio - Mariam Baouardy, religiosa palestinese († 1878)
- 5 gennaio - Rudolf Christoph Eucken, filosofo e scrittore tedesco († 1926)
- 6 gennaio - Augusto Frediani, circense italiano († 1938)
- 7 gennaio - Verner Clarges, attore inglese († 1911)
- 8 gennaio - Francesco Fanzago, medico e politico italiano († 1904)
- 9 gennaio - Arthur Batut, fotografo francese († 1918)
- 9 gennaio - Luigi de Campi, archeologo, storico e politico italiano († 1917)
- 10 gennaio - Bernardo Benussi, storico italiano († 1929)
- 10 gennaio - Salvatore Farina, scrittore e giornalista italiano († 1918)
- 12 gennaio - Louis Billot, gesuita, teologo e cardinale francese († 1931)
- 12 gennaio - Gaetano di Borbone-Due Sicilie, principe († 1871)
- 12 gennaio - Edmond Bouty, fisico francese († 1922)
- 13 gennaio - Benigno Ferreira, giurista e politico paraguaiano († 1920)
- 14 gennaio - Gaudérique Roget, generale francese († 1917)
- 17 gennaio - Donald McDonald Dickinson, politico statunitense († 1917)
- 19 gennaio - Charles Herbert, dirigente sportivo e canottiere britannico († 1924)
- 19 gennaio - Gideon S. Ives, politico e avvocato statunitense († 1927)
- 20 gennaio - William Dutcher, ornitologo statunitense († 1920)
- 21 gennaio - Charles Edward Faxon, illustratore e botanico statunitense († 1918)
- 21 gennaio - Nathaniel E. Harris, politico statunitense († 1929)
- 21 gennaio - Albert Lavignac, teorico della musica e compositore francese († 1916)
- 21 gennaio - Nicolás Mihanovich, imprenditore austro-ungarico († 1929)
- 24 gennaio - Dario Papa, giornalista e politico italiano († 1897)
- 24 gennaio - Isidore Verheyden, pittore belga († 1905)
- 25 gennaio - Paul-Joseph Blanc, pittore francese († 1904)
- 28 gennaio - Nicola Sculco, storico italiano († 1913)
- 29 gennaio - Karol Olszewski, chimico, matematico e fisico polacco († 1915)
- 29 gennaio - Frederick Porter Vinton, pittore statunitense († 1911)
- 30 gennaio - Angela della Croce, religiosa spagnola († 1932)
- 30 gennaio - Francis Herbert Bradley, filosofo inglese († 1924)
- 30 gennaio - Adolphus FitzGeorge, ammiraglio inglese († 1922)
- 30 gennaio - Katharine O'Shea, politica inglese († 1921)
- 30 gennaio - Juan Antonio Pérez Bonalde, scrittore, poeta e traduttore venezuelano († 1892)

## Febbraio(40)
- 1º febbraio - Stanley Hall, psicologo e pedagogista statunitense († 1924)
- 3 febbraio - Judson Harmon, politico e avvocato statunitense († 1927)
- 3 febbraio - Émile Ricquier, architetto francese († 1906)
- 5 febbraio - Johann Most, politico, giornalista e anarchico tedesco († 1906)
- 7 febbraio - Vladimir Egorovič Makovskij, pittore, collezionista d'arte e insegnante russo († 1920)
- 7 febbraio - Julia Stephen, filantropa inglese († 1895)
- 9 febbraio - Henry Roughton Hogg, aracnologo inglese († 1923)
- 9 febbraio - Wilhelm Maybach, ingegnere e imprenditore tedesco († 1929)
- 10 febbraio - Alfred Joseph Baker, velocista e calciatore inglese († 1900)
- 10 febbraio - Charles Beresford, politico e ammiraglio inglese († 1919)
- 10 febbraio - Peter Remondino, medico e avvocato italiano († 1926)
- 10 febbraio - Ira Remsen, chimico statunitense († 1927)
- 11 febbraio - Edward Villiers, V conte di Clarendon, nobile e politico inglese († 1914)
- 12 febbraio - Fermo Rocca, politico e avvocato italiano († 1911)
- 13 febbraio - Ercole Rosa, scultore italiano († 1893)
- 14 febbraio - Dalmazio Peano, presbitero italiano († 1932)
- 16 febbraio - Davide Albertario, presbitero e giornalista italiano († 1902)
- 16 febbraio - Raimundo Andueza Palacio, politico venezuelano († 1900)
- 16 febbraio - Margherita d'Orléans, principessa francese († 1893)
- 18 febbraio - Wilson Barrett, attore, drammaturgo e manager inglese († 1904)
- 18 febbraio - Giovanni Battista Lugari, cardinale italiano († 1914)
- 19 febbraio - Giuseppe Buonamici, compositore, pianista e musicologo italiano († 1914)
- 19 febbraio - Charles Simon Clermont-Ganneau, archeologo e orientalista francese († 1923)
- 19 febbraio - Nicholas Fish II, diplomatico statunitense († 1902)
- 19 febbraio - Antonio Tami, magistrato, funzionario e politico italiano († 1919)
- 21 febbraio - Svatopluk Čech, scrittore e poeta ceco († 1908)
- 22 febbraio - Erwin von Bary, esploratore tedesco († 1877)
- 22 febbraio - Ella Adaïewsky, compositrice e musicologa russa († 1926)
- 23 febbraio - Luigi Denza, compositore italiano († 1922)
- 24 febbraio - Christian Gerhard Leopold, ginecologo tedesco († 1911)
- 24 febbraio - Otto Lessing, scultore tedesco († 1912)
- 25 febbraio - Giuseppe De Nittis, pittore italiano († 1884)
- 25 febbraio - Vincenzo Macchi di Cellere, militare e nobile italiano († 1934)
- 26 febbraio - Buffalo Bill, militare statunitense († 1917)
- 26 febbraio - Anna del Liechtenstein, principessa austriaca († 1924)
- 27 febbraio - Simon Bamberger, politico tedesco († 1926)
- 27 febbraio - Franz Mehring, politico e storico tedesco († 1919)
- 27 febbraio - Joaquín Valverde Durán, compositore spagnolo († 1910)
- 28 febbraio - Džambul Džabaev, poeta sovietico († 1945)
- 28 febbraio - Giovanni Marinelli, geografo e politico italiano († 1900)

## Marzo(40)
- 1º marzo - Vasilij Vasil'evič Dokučaev, geografo russo († 1903)
- 1º marzo - Niccolò Giannotta, editore italiano († 1914)
- 1º marzo - Emil Pfeiffer, medico tedesco († 1921)
- 1º marzo - Alfred Roll, pittore francese († 1919)
- 2 marzo - Teresa Manetti, religiosa italiana († 1910)
- 2 marzo - Marie Roze, soprano e docente francese († 1926)
- 3 marzo - Edward Armstrong, storico e biografo britannico († 1928)
- 3 marzo - Edoardo Brizio, archeologo italiano († 1907)
- 3 marzo - Marcello Basilio Mallarini, pittore e scultore italiano († 1902)
- 4 marzo - Giacomo Calleri, avvocato e politico italiano († 1925)
- 5 marzo - Arthur Wynne, generale britannico († 1936)
- 6 marzo - Johann Georg Hagen, astronomo e gesuita olandese († 1930)
- 7 marzo - Giulio Maggi, patriota italiano
- 7 marzo - Giuseppe Turco, paroliere e giornalista italiano († 1903)
- 7 marzo - Karl Verner, filologo e linguista danese († 1896)
- 9 marzo - Emil Warburg, fisico tedesco († 1931)
- 10 marzo - Edward Baker Lincoln, statunitense († 1850)
- 11 marzo - Max Fränkel, storico, filologo classico e epigrafista tedesco († 1903)
- 13 marzo - Giuseppe Cerulli Irelli, politico italiano († 1912)
- 15 marzo - Giuseppe Ceppetelli, patriarca cattolico italiano († 1917)
- 16 marzo - Rebecca Cole, medico statunitense († 1922)
- 16 marzo - Jules François Alexandre Joffrin, politico francese († 1890)
- 16 marzo - Gösta Mittag-Leffler, matematico svedese († 1927)
- 17 marzo - Stanislao Fadda, ingegnere italiano († 1912)
- 17 marzo - Kate Greenaway, artista e scrittrice britannica († 1901)
- 19 marzo - Albert Atterberg, chimico e scienziato svedese († 1916)
- 19 marzo - Emilia Bernacchi, danzatrice italiana († 1902)
- 19 marzo - Luigi Torrigiani, avvocato, imprenditore e politico italiano († 1925)
- 20 marzo - Giulio Bizzozero, ematologo, patologo e politico italiano († 1901)
- 22 marzo - Randolph Caldecott, illustratore britannico († 1886)
- 23 marzo - Giacomo Costamagna, presbitero, missionario e vescovo italiano († 1921)
- 23 marzo - Enrico Alberto d'Albertis, navigatore, scrittore e etnologo italiano († 1932)
- 24 marzo - José Castulo Zeledón, ornitologo costaricano († 1923)
- 25 marzo - Bortolo Benedini, avvocato e politico italiano († 1904)
- 25 marzo - Michael Davitt, politico irlandese († 1906)
- 25 marzo - Anton Oberbeck, fisico tedesco († 1900)
- 25 marzo - Helen Zimmern, scrittrice e traduttrice tedesca († 1934)
- 26 marzo - Eugenio Ventura, politico e avvocato italiano († 1912)
- 28 marzo - Enrico XXII di Reuss-Greiz, principe tedesco († 1902)
- 29 marzo - Nikolaj Nikolaevič Šipov, ufficiale russo († 1911)

## Aprile(30)
- 1º aprile - Giulio Cantalamessa, museologo, pittore e critico d'arte italiano († 1924)
- 1º aprile - Gaetano Pini, medico, igienista e educatore italiano († 1887)
- 2 aprile - Eugenio Faina, politico e militare italiano († 1926)
- 3 aprile - Emilio Gallori, scultore italiano († 1924)
- 3 aprile - Benjamin Daydon Jackson, botanico britannico († 1927)
- 4 aprile - Luigi Donati, fisico e matematico italiano († 1932)
- 4 aprile - Lautréamont, poeta francese († 1870)
- 4 aprile - Raoul Pictet, fisico svizzero († 1929)
- 5 aprile - Henry Wellesley, III duca di Wellington, nobile inglese († 1900)
- 6 aprile - Gustav von Kessel, generale prussiano († 1918)
- 6 aprile - James Porterfield Rynd, scacchista e avvocato irlandese († 1917)
- 7 aprile - Franz Ries, violinista e compositore tedesco († 1932)
- 9 aprile - Francesco Paolo Tosti, compositore e cantante italiano († 1916)
- 10 aprile - Alexandre de Serpa Pinto, militare e esploratore portoghese († 1900)
- 11 aprile - Josef Rodenstock, imprenditore tedesco († 1932)
- 13 aprile - Poul La Cour, fisico danese († 1908)
- 13 aprile - William McGregor, dirigente sportivo scozzese († 1911)
- 18 aprile - Eraldo Baretti, commediografo italiano († 1895)
- 18 aprile - Jean-Pierre Morat, fisiologo francese († 1920)
- 19 aprile - Emily Woodruff, arciera statunitense († 1916)
- 20 aprile - Vjačeslav Konstantinovič Pleve, politico russo († 1904)
- 21 aprile - Anthony Clarke Booth, militare britannico († 1899)
- 24 aprile - Karl von Bülow, generale tedesco († 1921)
- 24 aprile - Marcus Clarke, scrittore e poeta australiano († 1881)
- 25 aprile - Gesualdo Clementi, chirurgo italiano († 1931)
- 25 aprile - Giacomo Levi Civita, patriota, politico e avvocato italiano († 1922)
- 26 aprile - Giuseppe Arimondi, generale italiano († 1896)
- 28 aprile - Oskar Backlund, astronomo svedese († 1916)
- 28 aprile - Frank Hatton, politico statunitense († 1894)
- 29 aprile - Dmitrij Gustanovič von Fölkersam, ammiraglio russo († 1905)

## Maggio(42)
- 1º maggio - Jean-Joseph Weerts, pittore francese († 1927)
- 2 maggio - Louis Leitz, inventore e designer tedesco († 1918)
- 3 maggio - James Britten, botanico inglese († 1924)
- 4 maggio - Joseph Farquharson, pittore e nobile scozzese († 1935)
- 4 maggio - Émile Gallé, vetraio e decoratore francese († 1904)
- 5 maggio - Federico Chueca, compositore, direttore d'orchestra e pianista spagnolo († 1908)
- 5 maggio - Lars Magnus Ericsson, inventore e imprenditore svedese († 1926)
- 5 maggio - Henryk Sienkiewicz, scrittore e giornalista polacco († 1916)
- 6 maggio - Théophile Ferré, politico e giornalista francese († 1871)
- 7 maggio - Neera, scrittrice italiana († 1918)
- 9 maggio - Moise Jarach, banchiere italiano († 1922)
- 9 maggio - Arturo Marchi, arcivescovo cattolico italiano († 1928)
- 12 maggio - Alfred Dubois, velista francese († 1930)
- 12 maggio - Butros Ghali Pascià, politico egiziano († 1910)
- 12 maggio - Girolamo Rossi Martini, imprenditore e politico italiano († 1921)
- 14 maggio - Pieter Cort van der Linden, politico olandese († 1935)
- 14 maggio - Giovanni De Berardinis, matematico italiano († 1937)
- 14 maggio - Antonio Piccinni, pittore e incisore italiano († 1920)
- 15 maggio - Otto Wilhelm Madelung, chirurgo tedesco († 1926)
- 16 maggio - Henry John Elwes, botanico, naturalista e entomologo inglese († 1922)
- 19 maggio - Giovanni Battista Cerletti, ingegnere e enologo italiano († 1906)
- 20 maggio - Alexander von Kluck, generale tedesco († 1934)
- 21 maggio - Luc-Olivier Merson, pittore e illustratore francese († 1920)
- 22 maggio - Glikerija Nikolaevna Fedotova, attrice russa († 1925)
- 22 maggio - Oliver Perry Hay, naturalista e paleontologo statunitense († 1930)
- 23 maggio - Hermann Dingler, botanico e medico tedesco († 1935)
- 23 maggio - Ernest Monis, politico francese († 1929)
- 25 maggio - Giovanni Bettolo, politico e ammiraglio italiano († 1916)
- 25 maggio - Naim Frashëri, poeta e patriota albanese († 1900)
- 25 maggio - Gustave Jacquet, pittore francese († 1909)
- 25 maggio - Henry Percy, VII duca di Northumberland, funzionario britannico († 1918)
- 25 maggio - Elena di Sassonia-Coburgo-Gotha, principessa tedesca († 1923)
- 26 maggio - Ernest Flammarion, editore francese († 1936)
- 26 maggio - Arnold Robert, politico e numismatico svizzero († 1925)
- 28 maggio - Josef Moroder-Lusenberg, pittore e scultore austro-ungarico († 1939)
- 29 maggio - Albert Apponyi, diplomatico ungherese († 1933)
- 30 maggio - Peter Carl Fabergé, gioielliere e orafo russo († 1920)
- 30 maggio - Angelo Mosso, medico, fisiologo e archeologo italiano († 1910)
- 30 maggio - John Wisker, scacchista e giornalista inglese († 1884)
- 30 maggio - Paul-Armand Bayard de la Vingtrie, scultore francese († 1900)
- 31 maggio - Luigi Miraglia, giurista, filosofo e politico italiano († 1903)
- 31 maggio - Romualdo Palberti, avvocato e politico italiano († 1922)

## Giugno(34)
- 1º giugno - Albert Galleron, architetto francese († 1930)
- 1º giugno - Piero Torrigiani, politico italiano († 1920)
- 2 giugno - Hubert Henry, militare francese († 1898)
- 3 giugno - Antonio Bezzola, scultore italiano († 1929)
- 6 giugno - Jean Sandherr, militare francese († 1897)
- 7 giugno - Paul Decauville, imprenditore francese († 1922)
- 8 giugno - Luigi Serra, pittore italiano († 1888)
- 10 giugno - Manuel Críspulo González, imprenditore spagnolo († 1933)
- 11 giugno - Oscar Roty, disegnatore e medaglista francese († 1911)
- 13 giugno - Rose Cleveland, first lady statunitense († 1918)
- 15 giugno - Gustave Gobron, imprenditore e politico francese († 1911)
- 16 giugno - Henri Douvillé, paleontologo e geologo francese († 1937)
- 16 giugno - Edmund Mach, chimico, enologo e agronomo austriaco († 1901)
- 16 giugno - Augusto Mastripietri, attore italiano († 1930)
- 19 giugno - Antonio Abetti, astronomo e fisico italiano († 1928)
- 19 giugno - Francesco Savini, storico, archeologo e bibliografo italiano († 1940)
- 21 giugno - Marion Adams-Acton, scrittrice e drammaturga britannica († 1928)
- 21 giugno - Pier Luigi San Donnino, avvocato e politico italiano († 1915)
- 23 giugno - Francesco Grenet, militare e politico italiano († 1915)
- 24 giugno - Gaston Maspero, egittologo francese († 1916)
- 25 giugno - Enrico Coleman, pittore italiano († 1911)
- 26 giugno - Giulio Dreossi, imprenditore italiano († 1918)
- 26 giugno - Tito Strocchi, patriota, giornalista e scrittore italiano († 1879)
- 27 giugno - Henry Abbey, impresario teatrale statunitense († 1896)
- 27 giugno - Lodovico Nabruzzi, anarchico e giornalista italiano († 1916)
- 27 giugno - Charles Stewart Parnell, patriota e politico irlandese († 1891)
- 27 giugno - Saladino Saladini Pilastri, politico italiano († 1923)
- 28 giugno - Matúš Dula, politico e avvocato slovacco († 1926)
- 28 giugno - Otto Piltz, pittore tedesco († 1910)
- 29 giugno - Giacomo Gandi, pittore italiano († 1932)
- 29 giugno - Francesco Gioli, pittore italiano († 1922)
- 29 giugno - Pierre de La Gorce, magistrato, avvocato e storico francese († 1934)
- 29 giugno - Pedro Montt, avvocato e politico cileno († 1910)
- 30 giugno - Riccardo Drigo, compositore e direttore d'orchestra italiano († 1930)

## Luglio(34)
- 1º luglio - Elvira de Gresti, scrittrice, pianista e compositrice italiana († 1937)
- 1º luglio - Ludwig von Sybel, archeologo tedesco († 1929)
- 2 luglio - Paul von Bruns, chirurgo tedesco († 1916)
- 3 luglio - Giovanni Sforza, nobile, letterato e storico italiano († 1922)
- 5 luglio - Joseph Benson Foraker, politico statunitense († 1917)
- 5 luglio - Paolo Pio Perazzo, francescano italiano († 1911)
- 8 luglio - Samuel Parsons Scott, avvocato, banchiere e traduttore statunitense († 1929)
- 8 luglio - Clotilde di Sassonia-Coburgo-Koháry, principessa († 1927)
- 9 luglio - Augusto Silj, cardinale italiano († 1926)
- 9 luglio - Giuseppe Vigoni, esploratore, geografo e politico italiano († 1914)
- 10 luglio - Elisabeth Förster-Nietzsche, tedesca († 1935)
- 11 luglio - Léon Bloy, scrittore, saggista e poeta francese († 1917)
- 11 luglio - Jaroslav Goll, storico cecoslovacco († 1929)
- 11 luglio - Oddone Eugenio Maria di Savoia, principe italiano († 1866)
- 13 luglio - Pavel Karlovič Lange, generale russo († 1917)
- 14 luglio - Herbert Druce, entomologo britannico († 1913)
- 14 luglio - Hans Langseth, norvegese († 1927)
- 16 luglio - Friedrich Paulsen, filosofo e pedagogista tedesco († 1908)
- 17 luglio - Tokugawa Iemochi, militare giapponese († 1866)
- 18 luglio - Federico Cesarano, schermidore italiano
- 19 luglio - Edward Charles Pickering, astronomo e fisico statunitense († 1919)
- 22 luglio - Alfred Perceval Graves, scrittore irlandese († 1931)
- 22 luglio - Algernon Seymour, XV duca di Somerset, nobile britannico († 1923)
- 23 luglio - Giuseppe Francica-Nava de Bondifè, cardinale e arcivescovo cattolico italiano († 1928)
- 25 luglio - Ettore Socci, giornalista, politico e scrittore italiano († 1905)
- 26 luglio - Hermann von Kaulbach, pittore tedesco († 1909)
- 26 luglio - Pantaleon Szyndler, pittore polacco († 1905)
- 27 luglio - Georgi Dančov, artista, fotografo e rivoluzionario bulgaro († 1908)
- 27 luglio - Giuseppe Gabani, pittore e disegnatore italiano († 1899)
- 29 luglio - Sophie Menter, pianista e compositrice tedesca († 1918)
- 29 luglio - Alberto Rondani, poeta e letterato italiano († 1911)
- 29 luglio - Isabella del Brasile, principessa brasiliana († 1921)
- 31 luglio - Hugó Meltzl, storico della letteratura ungherese († 1908)
- 31 luglio - Edward Weston, arciere statunitense († 1918)

## Agosto(39)
- 1º agosto - Chikako, principessa Kazu, principessa giapponese († 1877)
- 1º agosto - Tito Pasqui, agronomo e politico italiano († 1925)
- 1º agosto - Augusto Witting, ammiraglio e scrittore italiano († 1924)
- 2 agosto - Louis Poyet, incisore e illustratore francese († 1913)
- 3 agosto - François Vilamitjana, velista francese († 1928)
- 4 agosto - Stephan Sinding, scultore norvegese († 1922)
- 5 agosto - Emiliano Barbaro, nobile e politico italiano († 1934)
- 5 agosto - Emilio Covelli, anarchico italiano († 1915)
- 6 agosto - Anna Haining Bates, circense canadese († 1888)
- 6 agosto - August von Thomsen, ammiraglio tedesco († 1920)
- 7 agosto - Hermann Paul, linguista e filologo tedesco († 1921)
- 8 agosto - Alfred Mathieu Giard, zoologo francese († 1908)
- 9 agosto - Ludwig Darmstaedter, chimico e storico tedesco († 1927)
- 9 agosto - Georgina Moncreiffe, nobildonna scozzese († 1929)
- 9 agosto - Ludwig Winter, botanico e architetto del paesaggio tedesco († 1912)
- 11 agosto - James Hoge Tyler, politico statunitense († 1925)
- 12 agosto - Ludwig Jeep, filologo classico tedesco († 1911)
- 14 agosto - Giuseppe Calì, pittore maltese († 1930)
- 14 agosto - Abele Mancini, storico e poeta italiano († 1899)
- 15 agosto - Lorenzo Cavallo, militare italiano († 1870)
- 16 agosto - Oskar Stark, ammiraglio russo († 1928)
- 17 agosto - Marie Jaëll, pianista, compositrice e pedagoga francese († 1925)
- 19 agosto - Luis Martín, gesuita spagnolo († 1906)
- 20 agosto - Eugenio di Württemberg, ufficiale tedesco († 1877)
- 20 agosto - Carolina Ferni, violinista e cantante lirica italiana († 1926)
- 20 agosto - Carl Langenbuch, chirurgo tedesco († 1901)
- 20 agosto - Claudio Leigheb, attore teatrale italiano († 1903)
- 21 agosto - Henry Lascelles, V conte di Harewood, ufficiale britannico († 1929)
- 22 agosto - Amalie Skram, scrittrice norvegese († 1905)
- 24 agosto - Antoine Taudou, compositore, violinista e insegnante francese († 1925)
- 25 agosto - Jean Martin Adam, missionario e vescovo cattolico francese († 1929)
- 26 agosto - Filippo Garavetti, avvocato e politico italiano († 1930)
- 27 agosto - Thorvald Bindesbøll, designer danese († 1908)
- 27 agosto - Charles Carter Drury, ammiraglio canadese († 1914)
- 28 agosto - Charles Alexander de Cosson, antiquario britannico († 1929)
- 29 agosto - Daniel Yarnton Mills, scacchista scozzese († 1904)
- 29 agosto - Constantine Phipps, III marchese di Normanby, nobile inglese († 1932)
- 29 agosto - Luke Edward Wright, politico statunitense († 1922)
- 30 agosto - Aleksandr Konstantinovič Solov'ëv, rivoluzionario russo († 1879)

## Settembre(23)
- 1º settembre - Carlo Cafiero, filosofo e anarchico italiano († 1892)
- 2 settembre - Paul Déroulède, politico, scrittore e militare francese († 1914)
- 3 settembre - August Lindberg, attore e regista teatrale svedese († 1916)
- 3 settembre - Francesco Ortore, politico italiano († 1905)
- 3 settembre - George Thorne, golfista britannico († 1907)
- 4 settembre - Daniel Burnham, architetto statunitense († 1912)
- 4 settembre - Tito Buy, patriota e poeta italiano († 1923)
- 5 settembre - Pio Piacentini, architetto italiano († 1928)
- 7 settembre - Joaquín Costa, politologo spagnolo († 1911)
- 9 settembre - Svetozar Marković, politico e scrittore serbo († 1875)
- 12 settembre - Anna Grigor'evna Dostoevskaja, russa († 1918)
- 15 settembre - Manfredo Da Passano, pubblicista italiano († 1922)
- 15 settembre - Aristide Stefani, medico italiano († 1925)
- 16 settembre - Anna Kingsford, medico, attivista e scrittrice inglese († 1888)
- 17 settembre - Seth Carlo Chandler, astronomo statunitense († 1913)
- 18 settembre - Bernhard Riedel, chirurgo tedesco († 1916)
- 20 settembre - Luigi Boffi, architetto italiano († 1904)
- 24 settembre - Carl Arnold Ruge, patologo e ginecologo tedesco († 1926)
- 25 settembre - Henri Deutsch de la Meurthe, imprenditore francese († 1919)
- 25 settembre - Wladimir Köppen, geografo, botanico e climatologo tedesco († 1940)
- 25 settembre - Archibald Henry Sayce, archeologo britannico († 1933)
- 26 settembre - Giovanni Faldella, scrittore, giornalista e politico italiano († 1928)
- 27 settembre - Giuseppe Galliano, militare italiano († 1896)

## Ottobre(38)
- 1º ottobre - Paolo Menafoglio, imprenditore e politico italiano († 1907)
- 1º ottobre - Albert Mosse, giurista tedesco († 1925)
- 1º ottobre - Nectarios di Egina, vescovo ortodosso greco († 1920)
- 3 ottobre - Luigi Gramegna, scrittore italiano († 1928)
- 3 ottobre - Antonino Palminteri, compositore e direttore d'orchestra italiano († 1915)
- 5 ottobre - Francis Aidan Gasquet, cardinale britannico († 1929)
- 6 ottobre - Giuseppe Solimbergo, avvocato, politico e diplomatico italiano († 1922)
- 6 ottobre - George Westinghouse, inventore e imprenditore statunitense († 1914)
- 8 ottobre - Tarleton Hoffman Bean, zoologo statunitense († 1916)
- 8 ottobre - George Henry Fox, dermatologo statunitense († 1937)
- 8 ottobre - Elbert H. Gary, avvocato statunitense († 1927)
- 8 ottobre - Björn Jónsson, politico islandese († 1912)
- 9 ottobre - Holger Drachmann, poeta e drammaturgo danese († 1908)
- 10 ottobre - Giorgio di Schaumburg-Lippe, sovrano tedesco († 1911)
- 10 ottobre - Antoine-Fortuné Marion, botanico, zoologo e naturalista francese († 1900)
- 10 ottobre - Giuseppe Patiri, paleontologo italiano († 1917)
- 10 ottobre - Scipione Ronchetti, politico italiano († 1918)
- 11 ottobre - Carlos Pellegrini, politico, avvocato e giornalista argentino († 1906)
- 12 ottobre - Antonio Aggio, politico italiano († 1903)
- 12 ottobre - Arcangelo Tadini, presbitero italiano († 1912)
- 13 ottobre - Giulia Salzano, religiosa italiana († 1929)
- 14 ottobre - Kazimierz Badeni, politico polacco († 1909)
- 14 ottobre - Robert Leckie, calciatore scozzese († 1887)
- 16 ottobre - Vigilio Covi, ingegnere e patriota italiano († 1925)
- 16 ottobre - Nicola Lanzillotti Buonsanti, veterinario, filosofo e patriota italiano († 1924)
- 18 ottobre - Edoardo Ferravilla, attore teatrale, attore cinematografico e commediografo italiano († 1915)
- 19 ottobre - Juan Bautista Castro, arcivescovo cattolico venezuelano († 1915)
- 20 ottobre - Giacomo Campi, pittore italiano († 1921)
- 21 ottobre - Edmondo De Amicis, scrittore, giornalista e militare italiano († 1908)
- 22 ottobre - Felix Jacob Marchand, patologo tedesco († 1928)
- 22 ottobre - Ugo Pesci, giornalista italiano († 1908)
- 24 ottobre - Achille Luchaire, filologo e medievista francese († 1908)
- 25 ottobre - Adolfo Giaquinto, poeta, cuoco e giornalista italiano († 1937)
- 25 ottobre - Sergej Filippovič Kovalik, rivoluzionario russo († 1926)
- 26 ottobre - Lewis Boss, astronomo statunitense († 1912)
- 28 ottobre - Auguste Escoffier, cuoco francese († 1935)
- 29 ottobre - Niccolò Cannicci, pittore e illustratore italiano († 1906)
- 29 ottobre - George W. Johnson, cantante statunitense († 1914)

## Novembre(29)
- 1º novembre - Nikolaj Vasil'evič Kletočnikov, rivoluzionario russo († 1883)
- 2 novembre - Hayranidil Kadin, ottomana († 1895)
- 3 novembre - Elizabeth Thompson, pittrice britannica († 1933)
- 4 novembre - Giuseppe Della Noce, generale italiano († 1935)
- 4 novembre - Frans Reinhold Kjellman, botanico e esploratore svedese († 1907)
- 5 novembre - Joseph Apoux, pittore e illustratore francese († 1910)
- 5 novembre - Edward Singleton Holden, astronomo statunitense († 1914)
- 6 novembre - Caspar René Gregory, teologo e filologo statunitense († 1917)
- 7 novembre - Ignaz Brüll, compositore e pianista austriaco († 1907)
- 7 novembre - Cecil Foljambe, I conte di Liverpool, politico britannico († 1907)
- 8 novembre - Eugenio Bertini, matematico italiano († 1933)
- 8 novembre - William Robertson Smith, antropologo e storico delle religioni scozzese († 1894)
- 9 novembre - Pedro Vasena, imprenditore italiano († 1916)
- 10 novembre - Édouard Chevreux, biologo francese († 1931)
- 11 novembre - Anna Katharine Green, scrittrice statunitense († 1935)
- 13 novembre - Marco Aurelio Soto, politico honduregno († 1908)
- 13 novembre - Herbert Standing, attore britannico († 1923)
- 14 novembre - Giovanni Branchi, diplomatico italiano († 1936)
- 16 novembre - James Balfour Paul, araldista e enciclopedista britannico († 1931)
- 18 novembre - Eugenio Arduino, pittore italiano († 1917)
- 18 novembre - Henry Northcote, I barone Northcote, politico britannico († 1911)
- 18 novembre - Aloisio del Liechtenstein, politico austriaco († 1920)
- 20 novembre - José Tolosa y Carreras, scacchista e compositore di scacchi spagnolo († 1916)
- 23 novembre - Ferdinando Dal Verme, esploratore e ingegnere italiano († 1873)
- 23 novembre - Ernst von Schuch, direttore d'orchestra austriaco († 1914)
- 24 novembre - Percy Gardner, archeologo e numismatico britannico († 1937)
- 25 novembre - Carrie Nation, attivista statunitense († 1911)
- 30 novembre - Andrés Manjón, presbitero, educatore e giurista spagnolo († 1923)
- 30 novembre - Jean-André Rixens, pittore francese († 1925)

## Dicembre(23)
- 2 dicembre - Pierre Waldeck-Rousseau, politico francese († 1904)
- 5 dicembre - Oreste Pasquarelli, fotografo e inventore italiano († 1918)
- 11 dicembre - Manuel Fernández Juncos, poeta e giornalista spagnolo († 1928)
- 12 dicembre - Friederich Wilhelm Zopf, botanico e micologo tedesco († 1909)
- 13 dicembre - Nikolaj Aleksandrovič Jarošenko, pittore russo († 1898)
- 13 dicembre - Henri-Paul Motte, pittore francese († 1922)
- 15 dicembre - Eusebi Güell, imprenditore e politico spagnolo († 1918)
- 15 dicembre - Max von Hausen, generale tedesco († 1922)
- 20 dicembre - Ernesto d'Assia-Philippsthal, nobile († 1925)
- 21 dicembre - Hermann Ahlwardt, pubblicista e politico tedesco († 1914)
- 22 dicembre - Oskar Alin, storico svedese († 1900)
- 22 dicembre - Georges Charpentier, editore e collezionista d'arte francese († 1905)
- 22 dicembre - Wilmot Fawkes, ammiraglio inglese († 1926)
- 22 dicembre - Andreas Hallén, direttore d'orchestra e compositore svedese († 1925)
- 22 dicembre - Ján Meličko, compositore slovacco († 1926)
- 24 dicembre - Paavo Cajander, poeta e traduttore finlandese († 1913)
- 25 dicembre - Billy Breakenridge, scrittore e attore statunitense († 1931)
- 25 dicembre - Pietro Rosano, politico e avvocato italiano († 1903)
- 26 dicembre - Gennaro Carissimo, magistrato, imprenditore e politico italiano († 1927)
- 27 dicembre - David Marston Clough, politico statunitense († 1924)
- 27 dicembre - Louis-Pierre Ducros, critico letterario francese († 1935)
- 27 dicembre - Wilhelm Michler, chimico tedesco († 1889)
- 28 dicembre - José Inocencio Arias, militare e politico argentino († 1912)

## Senza giorno specificato(51)
- Augusto Alberici, pittore e antiquario italiano († 1922)
- Albert Hoffmann, botanico tedesco († 1924)
- Florentino Álvarez Mesa, scrittore e politico spagnolo († 1926)
- Ottomar Anschütz, fotografo tedesco († 1907)
- Charles-Louis Appleton, giurista francese († 1935)
- James Atkinson, inventore e ingegnere britannico († 1914)
- Ulisse Bacci, giornalista e politico italiano († 1935)
- Basilio III di Costantinopoli, arcivescovo ortodosso greco († 1929)
- Alessandro Bazzani, scenografo e pittore italiano († 1911)
- Salvatore Cacciola, filantropo e medico italiano († 1927)
- Torquato Castellani, ceramista italiano († 1931)
- Jaromír Čelakovský, storico ceco († 1914)
- Henry Louis Champy, operaio e attivista francese († 1902)
- Mariano Dallapè, imprenditore italiano († 1928)
- Arsène Darmesteter, filologo francese († 1888)
- Alessandro De Rosis, nobile italiano
- Zhang Decheng, militare cinese († 1900)
- Spiro Dine, poeta e drammaturgo albanese († 1922)
- Sigmund Exner, fisiologo austriaco († 1926)
- Aniceta Frisetti, filantropa italiana († 1920)
- Gaetano Mariotti, politico italiano († 1902)
- Giovanni Gaggino, armatore e aforista italiano († 1918)
- Giulio Grablovitz, sismologo e vulcanologo italiano († 1928)
- Eugène Grébaut, egittologo francese († 1915)
- Hayriye Hanimsultan, principessa ottomana († 1869)
- Georg Hans Emmo Wolfgang Hieronymus, botanico tedesco († 1921)
- Kerala Varma V, principe indiano († 1895)
- Bahíyyih Khánum, persiana († 1932)
- Richard Kleinmichel, compositore e musicista polacco († 1901)
- Edoardo Martel, botanico e mineralogista italiano († 1929)
- Raffaele Vittorio Matteucci, geologo e vulcanologo italiano († 1909)
- Bay Middleton, fantino inglese († 1892)
- Nikolaj Miklucho-Maklaj, etnologo, antropologo e biologo russo († 1888)
- David Misell, inventore britannico († 1920)
- Cesare Musatti, medico e letterato italiano († 1930)
- Giacomo Natoli, politico italiano († 1896)
- Fredrik Nielsen, teologo e vescovo luterano danese († 1907)
- Ernestina Paper, medica italiana († 1926)
- Kölemen Abdullah Pascià, generale ottomano († 1937)
- Turhan Pasha Përmeti, politico ottomano († 1927)
- Ernst Hugo Pfitzer, botanico tedesco († 1906)
- Marie Popelin, avvocata, insegnante e attivista belga († 1913)
- Alessandrina Ravizza, filantropa italiana († 1915)
- Émile Rey, alpinista italiano († 1895)
- Raoul Rigault, rivoluzionario francese († 1871)
- Sadigjan, musicista azero († 1902)
- Maria Savi-Lopez, scrittrice e poetessa italiana († 1940)
- Jeanne Schmahl, attivista francese († 1915)
- Coriolano Vighi, pittore italiano († 1905)
- Martin Wegelius, compositore finlandese († 1906)
- Abd Allah al-Ta'aysh, militare sudanese († 1899)